# Cessació tabàquica
La cessació tabàquica (col·loquialment deixar de fumar) és el procés d'abandonament del tabaquisme (addicció al tabac). El tabac conté nicotina, que és addictiu el que fa que el procés de deixar de fumar sigui molt sovint prolongat i difícil.
El tabaquisme és la principal causa prevenible de mort al món, i deixar de fumar redueix significativament el risc de morir a causa de malalties relacionades amb el tabac, com la malaltia cardiovascular, la malaltia pulmonar obstructiva crònica i el càncer de pulmó. El setanta per cent dels fumadors vol deixar de fumar, i el cinquanta per cent diu que ha intentat deixar de fumar en el darrer any. Es poden utilitzar moltes estratègies diferents per a deixar de fumar, incloent deixar de fumar sense ajuda, medicaments com la teràpia de substitució de nicotina (TSN), bupropió o vareniclina, i assessorament conductual. La majoria dels fumadors intenten deixar de fer-ho sense ajuda, encara que així només tenen èxit entre el 3 i el 6% dels intents d'abandonament. L'ús de medicaments junt amb l'assessorament conductual augmenten les taxes d'èxit, i una combinació de dos medicaments i les intervencions conductuals s'ha demostrat ser fins i tot més eficaces.
Com que la nicotina és addictiva, deixar de fumar condueix als símptomes d'abstinència de la nicotina, com el desig de tornar a fumar, l'ansietat i la irritabilitat, la depressió i l'augment de pes.:2298 Els mètodes professionals de suport per deixar de fumar generalment s'esforcen per combatre tant a l'addicció com als símptomes d'abstinència de la nicotina.

## Efectes secundaris
En una revisió del 2007 dels efectes de l'abstinència de tabac, es va arribar a la conclusió que "el mal humor, l'ansietat, la depressió, la dificultat per concentrar-se, la impaciència, l'insomni i la inquietud són símptomes d'abstinència que es presenten amb un pic en la primera setmana i fins a 2-4 setmanes".
Deixar de fumar s'associa amb un augment de pes mitjana de 4-5 quilograms després de 12 mesos, la majoria dels quals es guanyen dins dels primers tres mesos de deixar de fumar.

## Beneficis per la salut
Després de deixar de fumar, molts dels efectes perjudicials per a la salut del tabac poden ser reduïts o eliminats; els beneficis per a la salut a llarg termini són:
- Dins dels 20 minuts després de deixar de fumar, hi ha una disminució de la pressió arterial i de la freqüència cardíaca
- Dins de les 12 hores, els nivells de monòxid de carboni en sang disminueixen fins a la normalitat
- Dins de les 48 hores, les terminacions nervioses i els sentits de l'olfacte i gust comencen a recuperar-se
- Dins dels 3 mesos, la circulació i la funció pulmonar milloren
- Dins dels 9 mesos, hi ha una disminució en la tos i sensació de falta d'aire
- Al voltant d'1 any, el risc de malaltia coronària es redueix a la meitat
- Al voltant dels 5 anys, el risc d'accident cerebrovascular ja és igual al nivell d'un no fumador, i els riscos de molts tipus de càncer (boca, gola, esòfag, bufeta, coll uterí) ja han disminuït significativament
- Al voltant dels 10 anys, el risc de morir de càncer de pulmó s'ha reduït a la meitat,[11] i els riscos de càncers de laringe i pàncrees també han disminuït
- Al voltant dels 15 anys, el risc de malaltia coronària ja ha caigut al nivell d'un no fumador; amb un menor risc de desenvolupar una malaltia pulmonar obstructiva crònica (MPOC)

L'Estudi de Metges Britànics va mostrar que aquells que van deixar de fumar abans de complir els 30 anys vivien gairebé tant de temps com els que mai havien fumat. Deixant de fumar a la sisena dècada, hom encara pot afegir tres anys de vida saludable.

## Mètodes per deixar de fumar

### Sense ajuda
És habitual que els exfumadors hagin fet una sèrie d'intents (sovint fent servir diferents enfocaments en cada ocasió) per deixar de fumar abans d'aconseguir l'abstinència a llarg termini. Més del 74,7% dels fumadors intenten deixar de fumar sense cap assistència, o amb remeis casolans. Es calcula que els fumadors fan entre 6 i 30 intents abans de deixar de fumar amb èxit. Identificar quin enfocament o tècnica és finalment la més reeixida és difícil; s'ha estimat, per exemple, que només entre el 4% i el 7% de les persones poden deixar de fumar sense medicaments o altres ajuts. Els mètodes no assistits més freqüents són deixar de fumar bruscament o bé "disminuir gradualment el nombre" de cigarrets.

### Medicaments
Com a ajuda a la decisió presa de deixar de fumar i, habitualment, sota supervisió:
- Teràpia de substitució de nicotina
- Antidepressius, com el bupropió
- Antagonistes del receptor de la nicotina: vareniclina i citisina.